# Bruno Guimarães
Bruno Guimarães Rodriguez Moura, známý jako Bruno Guimarães (* 16. listopadu 1997 Rio de Janeiro), je brazilský profesionální fotbalista, který hraje jako defenzivní záložník za anglický klub Newcastle United a za brazilský národní tým.

## Klubová kariéra

### Raná kariéra
Bruno Guimarães, který se narodil v Riu de Janeiro, začal svoji profesionální kariéru v brazilském klubu Audax. 9. dubna 2015, ve věku pouhých 17 let, debutoval při výhře 2:1 proti Bragantinu, když odehrál poslední tři minuty tohoto utkání.
Bruno Guimarães se v roce 2017 stal členem hlavního mužstva poté, co zapůsobil na turnaji hráčů do 20 let Copa São Paulo de Futebol Júnior.

### Atlético Paranaense
11. května 2017 přestoupil do brazilského Atlético Paranaense na hostování do dubna 2018 a stal se součástí týmu do 23 let.
Bruno Guimarães debutoval v Sérii A 17. června 2017, když v druhé polovině utkání nahradil Deivid v zápase proti Atléticu Goianiense 1:0. 1. března 2018 přestoupil do Paranaense natrvalo, když podepsal smlouvu do roku 2021.
Bruno Guimarães vstřelil svůj první seniorský gól 10. března 2018, když vstřelil čtvrtý gól svého týmu v zápase proti Rio Branco, zápas skončil výhrou Atlética 7:1. Poté se stal pravidelným členem základní sestavy týmu pod novým manažerem Tiagem Nunesem a 5. února 2019 podepsal novou smlouvu do roku 2023.

### Lyon
Dne 30. ledna 2020 přestoupil Guimarães do týmu hrající francouzskou Ligue 1, Lyonu, za 20 milionů euro na základě podepsání smlouvy na čtyři a půl roku.

### Newcastle United
Dne 30. ledna 2022 Guimarães přestoupil do anglického Newcastle United za částku 40 milionů liber.

## Reprezentační kariéra
V září 2020 byl povolán do brazilské reprezentace na kvalifikační zápasy na Mistrovství světa ve fotbale 2022 proti Bolívii a Peru ve dnech 9. a 13. října 2020. Poprvé byl povolán již v březnu 2020, ale utkání byla odložena kvůli pandemii covidu-19.

## Statistiky
K 23. prosinci 2020
| Klub                | Sezóna  | Liga     | Liga   | Liga | Státní liga | Státní liga | Národní pohár | Národní pohár | Ligový pohár | Ligový pohár | Kontinentální poháry | Kontinentální poháry | Ostatní | Ostatní | Celkem | Celkem |
| Klub                | Sezóna  | Liga     | Zápasy | Góly | Zápasy      | Góly        | Zápasy        | Góly          | Zápasy       | Góly         | Zápasy               | Góly                 | Zápasy  | Góly    | Zápasy | Góly   |
| ------------------- | ------- | -------- | ------ | ---- | ----------- | ----------- | ------------- | ------------- | ------------ | ------------ | -------------------- | -------------------- | ------- | ------- | ------ | ------ |
| Audax               | 2015    | Paulista | —      | —    | 1           | 0           | —             | —             | —            | —            | —                    | —                    | —       | —       | 1      | 0      |
| Audax               | 2016    | Série D  | 0      | 0    | 0           | 0           | —             | —             | —            | —            | —                    | —                    | —       | —       | 0      | 0      |
| Audax               | 2017    | Série D  | 0      | 0    | 7           | 0           | 1             | 0             | —            | —            | —                    | —                    | —       | —       | 8      | 0      |
| Audax               | Celkem  | Celkem   | 0      | 0    | 8           | 0           | 1             | 0             | —            | —            | —                    | —                    | —       | —       | 9      | 0      |
| Atlético Paranaense | 2017    | Série A  | 4      | 0    | —           | —           | —             | —             | —            | —            | 1                    | 0                    | —       | —       | 5      | 0      |
| Atlético Paranaense | 2018    | Série A  | 32     | 1    | 12          | 2           | 3             | 0             | —            | —            | 11                   | 2                    | —       | —       | 58     | 5      |
| Atlético Paranaense | 2019    | Série A  | 25     | 2    | 0           | 0           | 8             | 1             | —            | —            | 7                    | 2                    | 3       | 0       | 43     | 5      |
| Atlético Paranaense | Celkem  | Celkem   | 61     | 3    | 12          | 2           | 11            | 1             | —            | —            | 19                   | 4                    | 3       | 0       | 106    | 10     |
| Lyon                | 2019/20 | Ligue 1  | 3      | 0    | —           | —           | 1             | 0             | 1            | 0            | 4                    | 0                    | —       | —       | 9      | 0      |
| Lyon                | 2020/21 | Ligue 1  | 16     | 1    | —           | —           | 0             | 0             | —            | —            | —                    | —                    | —       | —       | 16     | 1      |
| Lyon                | Celkem  | Celkem   | 19     | 1    | —           | —           | 1             | 0             | 1            | 0            | 4                    | 0                    | —       | —       | 25     | 1      |
| Celkem              | Celkem  | Celkem   | 80     | 4    | 20          | 2           | 13            | 1             | 1            | 0            | 23                   | 4                    | 3       | 0       | 130    | 11     |

## Ocenění

### Klubové
Atlético Paranaense
- Copa do Brasil: 2019
- Campeonato Paranaense: 2018
- Copa Sudamericana: 2018

### Individuální
- Jedenáctka sezóny Campeonato Brasileiro Série A: 2019[10]